# Clown Prince of the Menthol Trailer
Clown Prince of the Menthol Trailer is de zesde ep van de Amerikaanse indierock-muziekgroep Guided by Voices. Het album verscheen tevens op cd.

## Tracklist
1. Matter Eater Lad
2. Broadcaster House
3. Hunter Complex
4. Pink Gun
5. Scalping the Guru
6. Grandfather Westinghouse
7. Johnny Appleseed